# Atlante occidentale
Atlante occidentale è un romanzo di Daniele Del Giudice vincitore nel 1986 del Premio letterario Giovanni Comisso per la Narrativa e del Premio Bergamo.
In quest'opera, tramite i continui rimandi alla scienza e alla scrittura, generati dal legame tra i due protagonisti, si analizzano gli effetti e le influenze sul mondo esterno generati dall'una e dall'altra. Tra gli altri elementi tipici dello scrittore, qui si ritrovano in particolare le descrizioni della luce e del volo. Utilizzando in modo puntuale ed appropriato un gran numero di termini tecnico-scientifici, nell'opera ci si pone un interrogativo sia sui limiti del nuovo razionalismo (tema già sollevato da Italo Calvino) sia sulla capacità della letteratura di cogliere la profonda complessità del reale.

## Trama
Pietro Brahe è un fisico ricercatore al CERN di Ginevra. Ira Epstein è un famoso scrittore. La comune passione per il volo e il pilotaggio di piccoli aerei li porta a conoscersi quando Epstein, con una manovra azzardata, sfiora l'aereo di Brahe e gli impedisce il decollo. Brahe vive con Eileen, inglese, e Sarad, indiano. Tra gli amici e frequentatori di Brahe vi sono i colleghi Rüdiger, tedesco, e Wang, cinese, col quale Brahe ha discussioni a causa di un rivelatore per gli esperimenti. Epstein vive invece in una villa in affitto, con un giardiniere e l'assistente Gilda. Tra Epstein e Brahe nasce un'attrazione reciproca. Epstein è affascinato dagli esperimenti di Brahe e dalla descrizione della materia che da essi scaturisce; Brahe, che sente che la scrittura può arricchire gli esperimenti con memoria ed emozioni, acquista i libri di Epstein.
I due cominciano a frequentarsi, visitano Ginevra con Rüdiger e Gilda, fanno un volo insieme. Nasce un'amicizia tra Brahe e Gilda, che trascorrono una giornata insieme tra Ginevra e una villa-castello chiamata Voltaire. Una sera, nella villa di Epstein, guardano uno spettacolo di fuochi d'artificio, che Epstein riesce a descrivere da vero scrittore con fantasiose immagini. Epstein, è attratto dal nuovo tipo di percezione legato al lavoro di ricerca di Brahe, poiché nei suoi libri hanno un ruolo importante gli oggetti ed egli vorrebbe imparare a «vedere oltre la forma». Epstein annuncia a Brahe che partirà per la Germania. Proprio il giorno della partenza, Brahe fa un'importante scoperta e corre alla stazione a salutare l'amico, che nel frattempo ha saputo di avere vinto un importante premio.

## Edizioni
- Daniele Del Giudice, Atlante occidentale, Supercoralli, Torino, Einaudi, 1985,  p. 155, ISBN 88-06-58222-4.
- Daniele Del Giudice, Atlante occidentale, Nuovi coralli 391, Torino, Einaudi, 1985,  p. 176, ISBN 88-06-59845-7.
- Daniele Del Giudice, Atlante occidentale, Milano, Euroclub, 1986,  p. 152.
- Daniele Del Giudice, Atlante occidentale, Einaudi tascabili 534, Torino, Einaudi, 1998,  p. 177, ISBN 88-06-14872-9.